# یوهان آندرائه
یوهان آندرائه (آلمانی: Johann Gerhard Reinhard Andreae؛ 1724 – ۱۷۹۳ (۶۹ ساله)) یک شیمی‌دان اهل آلمان بود.